# Campanile di Sant'Urbano

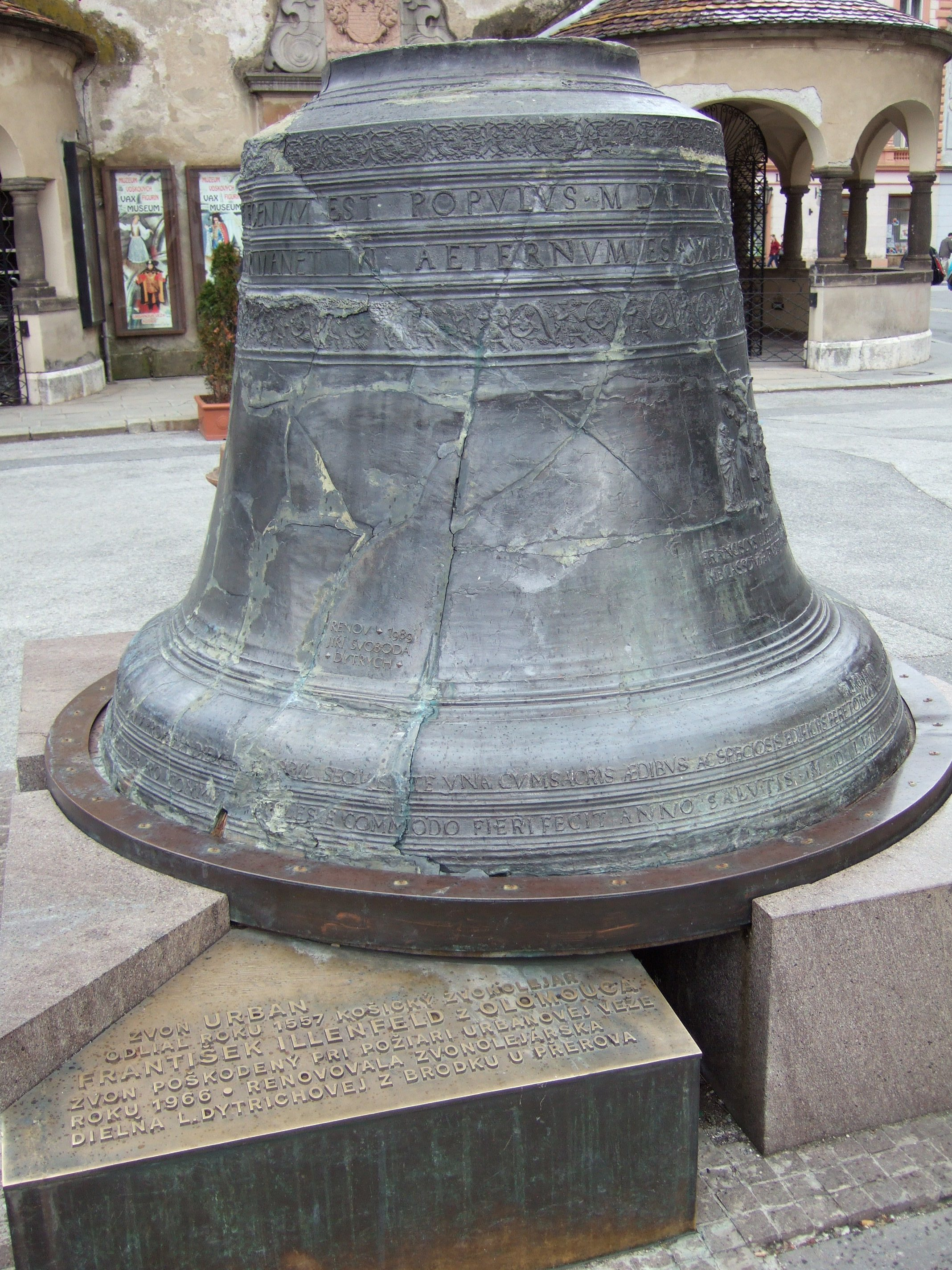
La campana Urban del 1557, crepata, è esposta nella piazza davanti all'ingresso del campanile.

Il campanile di Sant'Urbano (in slovacco: Urbanova veža) è un campanile della cattedrale di Sant'Elisabetta di Košice, dedicato a sant'Urbano, patrono degli vignaioli. Insieme con la cattedrale di Sant'Elisabetta e la cappella di San Michele è stato annoverato nel patrimonio culturale nazionale nel 1970. Si trova su Hlavná ulica.

## Storia e descrizione
La torre fu costruita a cavallo tra il XIV e il XV secolo con la funzione di campanile dell'erigendo duomo della città, in stile gotico. Fu terminata in stile rinascimentale nel 1628 dal costruttore di Prešov Martin Lindtner. A questa trasformazione si riferisce la lapide di marmo posta sopra l'ingresso del campanile. La lapide è in tre parti con lo stemma della città e iscrizioni sopra e sotto lo stemma. La parte inferiore è parzialmente danneggiata, ma parte del testo è ancora leggibile: 
 L'iscrizione superiore reca i nomi del sindaco e dei consiglieri: 
Le lapidi funerarie di Ján Lang e Václav Schwertel, menzionati in quest'iscrizione, si trovano oggi nella parete settentrionale della cappella di San Michele.
Nel grande incendio della città nel 1556, in cui arsero sia il campanile sia il duomo, si creparono anche le campane. Dalle vecchie campane rifuse nel 1557 venne ottenuta la gigantesca campana Urban, del peso di 5 tonnellate, opera del fonditore di Olomouc František Illenfeld, che la ricollocò nel campanile.
Una successiva ricostruzione della torre fu realizzata nel 1775, quando al culmine piramidale del tetto fu aggiunta una cipolla barocca con una croce metallica. All'inizio del XIX secolo la torre fu terminata con un tetto stile Impero e al piano terra furono ricavati piccoli negozi. Rimasero aperti fino al 1911-1912, quando furono sostituiti da un portico che proteggeva le lastre tombali provenienti dal duomo e dal vicino cimitero medievale scomparso e che corre lungo le mura della torre a piano terra. Il portico fu completato nel 1943-1944. 
Nel 1966 il campanile fu colpito da un altro incendio, che fece crepare la grande campana Urban e danneggiò il tetto. Fra il 1967 e il 1971 l'edificio fu ricostruito nella forma odierna. Nel 1977 nella torre fu allestita una mostra permanente di oggetti artistici in metallo, parte del Museo della Slovacchia orientale. 
Nel 1994 il campanile fu restituito al suo proprietario originale, l'arcidiocesi di Košice. L'edificio fu affittato e ospitò un bar e poi dal 2004 il Museo della cera e un piccolo Museo dedicato al cardinale Jozef Tomko.
La campana Urban, che si era crepata nell'incendio del 1966 fu ricomposta dai suoi frammenti e nel 1989 è stata collocata nella piazza davanti al campanile. Una copia funzionante della campana è stata donata alla città di  Košice dei fabbri della Slovacchia orientale nel 1996 e collocata nel campanile.
Sulla campana originale vi sono iscrizioni su tre righe, ma alcune lettere sono cancellate:
L'iscrizione della riga superiore è un testo biblico (Isaia 40, 6-8): «... Omnis caro fenum, et omnis gloria eius quasi flos agri; exsiccatum est fenum, et cecidit flos, quia spiritus Domini sufflavit in eo. Vere fenum est populus. Exsiccatum est fenum, et cecidit flos; verbum autem Dei nostri manet in aeternum.»

## Ricostruzione
Un restauro della torre è incominciato nel febbraio del 2020 e si prevede che termini a febbraio del 2021. Il restauro è promosso da un'associazione per la valorizzazione del patrimonio gotico della città, costituita dalla parrocchia della cattedrale e dal municipio, con fini spirituali e culturali.